# 黑岩祐治
黑岩祐治（日语：／ Kuroiwa Yūji，1954年9月26日—），是日本政治人物。現任神奈川縣知事。

## 經歷
1980年4月至2009年9月，在富士电视台担任新闻记者、节目导演、解说员等。2009年10月至2011年3月，担任国际醫療福祉大学教授、早稻田大学公共管理研究科讲师（兼职）。 自2018年7月以来一直在营救被朝鲜绑架的受害者的知事协会主席。

## 荣誉

### 外国勋章奖章
- 友谊勋章（越南，2024年12月4日颁发[3]）